# Puffin du Cap-Vert
Calonectris edwardsii
Espèce
Statut de conservation UICN

 NT C1; D2 : Quasi menacé
Le Puffin du Cap-Vert (Calonectris edwardsii) est une espèce d'oiseaux de mer endémique des îles du Cap-Vert dans l'océan Atlantique au large de l'Afrique de l'Ouest.

## Répartition
Les principales colonies se trouvent sur les îles de Brava, Branco et Raso, mais l'espèce se reproduit sur quelques autres petites îles de l'archipel. Bien que leur distribution pélagique et leurs mouvements ne soient pas bien connus, ils sont régulièrement vus dans les îles dans la saison de reproduction. Après la saison de reproduction, ils se dispersent et peuvent parfois être vus dans les eaux sénégalaises, où on compte environ 10 % de la population en octobre. On l'a vu rarement dans l'Atlantique Sud, ainsi que sur la côte orientale de l'Amérique du Nord.

## Sous-espèces
C'est une espèce monotypique